# Reisenbächlein
Das Reisenbächlein ist ein Bach des Odenwaldes in der Teilgemarkung Reisenbach der Gemeinde Mudau des Neckar-Odenwald-Kreises im nordwestlichen Baden-Württemberg. Nach knapp 2 km langem Lauf ungefähr nach Südwesten mündet er beim zu Reisenbach gehörenden Weiler Reisenbacher Grund von rechts in den mittleren Reisenbach.

## Geographie

### Verlauf
Der Reisenbächlein entsteht im Dorf Reisenbach auf etwa 535 m ü. NHN hinter dem Rathaus. In geradem Graben fließt er  gute hundert Meter südostwärts bis zum südlichen Ortsrand und dreht dann in den Dorfwiesen langsam auf künftig südwestlichen Lauf durch die umgebende Wiesenflur. Etwa 300 Meter nach der Quelle setzt eine den immer noch wenig gewundenen Lauf begleitende Galerie teils aus Uferweiden ein.
Nach weiteren 300 Metern quert ein Wirtschaftsweg den Bach, kurz danach setzt in der inzwischen bis auf etwas unter 500 m ü. NHN eingetieften, noch weiten Bachmulde der Talwald ein, der sich linksseits bis auf den Kamm des Sporns Mühlberg und etwas später auch rechtsseits bis auf den des Scheidbergs hochzieht. Der Bach schlängelt sich nun etwas in einem Kerbtal, sein Bett ist sehr variabel und bis zu sieben Meter breit. Auf dem Grund liegt sandiges bis kiesiges Sediment, das vielerorts von Buntsandsteinblöcken überlagert ist, am Ufer stehen meist bachtypische Bäume. Am rechten Hang liegt bald eine Blockhalde, zwischen denen Hainbuchen wachsen. Meist führt der Bach Wasser, aber der Durchfluss kann zuweilen auch aussetzen.
Mündungsnäher am Unterlauf zeigt der Bach kleine Schnellen und Abstürze in Gumpen, stellenweise stehen am Ufer alte Uferbefestigungen aus bis anderthalb Meter hoch aufgeschichteten Sandsteinen, er verengt sich zuletzt auf höchstens zwei Meter Breite. Der rechte Unterhang öffnet sich zu einer Wiese, in der ein Steinriegel herabläuft. Zuletzt fließt der Bach auf etwa 357 m ü. NHN von rechts am oberen Ortsrand des Weilers Reisenbacher Grund in den mittleren Reisenbach ein.
Das Reisenbächlein mündet nach 1,9 km langem Lauf mit mittlerem Sohlgefälle von etwa 96 ‰ rund 178 Höhenmeter unterhalb seines Ursprungs beim Reisenbacher Rathaus. Er hat keine wesentlichen Zuflüsse.

### Einzugsgebiet
Das Reisenbächlein hat ein 2,2 km² großes Einzugsgebiet, das naturräumlich im Unterraum Zentraler Sandsteinodenwald des Buntsandstein-Odenwalds liegt; die noch sanft abfallende offene, zumeist von Äckern bedeckte Hochebene um das Dorf Reisenbach gehört zu dessen Teil Winterhauch, das bewaldete untere Kerbtal dagegen zum Südlichen zertalten Sandsteinodenwald.
Die größte Erhebung ist der den Fernmeldeturm Reisenbach tragende, 580,8 m ü. NHN hohe Hart an der Nordwestecke des Einzugsgebietes, gefolgt vom 567,8 m ü. NHN hohen Reisenberg nahe dem Nordosteck.
Reihum grenzen die Einzugsgebiete der folgenden Nachbargewässer an:
- Jenseits des Hart und der übrigen nördlichen Wasserscheide läuft der Abfluss über einen Zufluss von diesem zum Galmbach und weiter zur Itter, die im Odenwald in den Neckar mündet;
- hinter der kurzen nordöstlichen Wasserscheide liegt das Quellgebiet der Elz, die weiter aufwärts in den Neckar einfließt;
- im Südosten grenzt das Einzugsgebiet an das unmittelbare des aufwärtigen Reisenbach, im Südwesten an das des abwärtigen;
- im Nordwesten grenzt das Einzugsgebiet des nächsten Reisenbach-Zuflusses Erbelsgrundbach an.

Fast das ganze Einzugsgebiet liegt in der Teilgemarkung Reisenbach der Gemeinde Mudau und nur ein sehr schmaler Randstreifen an der linken Wasserscheide in der Teilgemarkung Scheidental. Die einzigen Siedlungsplätze innerhalb sind das Dorf Reisenbach und ein Zwickel des Weilers Reisenbacher Grund an der Mündung.

## Geologie
Auf der Hochebene steht Plattensandstein des Oberen Buntsandstein an, der in einem Band um den Lauf von lössführenden Fließerden überlagert ist. Ab dem Beginn des Kerbtalabschnitts streicht der Mittlere Buntsandstein aus.

## Natur und Schutzgebiete
Schon vom Ortsrand von Reisenbach an fließt der Bach im Landschaftsschutzgebiet Reisenbachtal. Das ganze Einzugsgebiet gehört zum Naturpark Neckartal-Odenwald.

## Tourismus
Der mit roter Raute markierte Hauptwanderweg 31 des Odenwaldklubs von Amorbach im Norden nach Bad Rappenau im Süden steigt vom Dorf Reisenbach an bald wenig über dem Bachlauf ins Untertal ab.
Ein Radweg von Scheidental im Osten läuft auf der K 3921 über den Ort Reisenbach und den rechten Talhang hinab ins Reisenbachtal und weiter in Richtung Eberbach-Antonslust.

### LUBW
Amtliche Online-Gewässerkarte mit passendem Ausschnitt und den hier benutzten Layern: Lauf und Einzugsgebiet des Reisenbächleins

Allgemeiner Einstieg ohne Voreinstellungen und Layer: Daten- und Kartendienst der Landesanstalt für Umwelt Baden-Württemberg (LUBW) (Hinweise)
1. 1 2 3  Höhe nach dem Höhenlinienbild auf dem Hintergrundlayer Topographische Karte.
2. ↑  Länge nach dem Layer Gewässernetz (AWGN).
3. ↑  Einzugsgebiet nach dem Layer Basiseinzugsgebiet (AWGN).
4. ↑  Natur teilweise nach dem Layer Geschützte Biotope.
5. ↑  Schutzgebiete nach den einschlägigen Layern.

### Andere Belege
1. ↑  Otto Klausing: Geographische Landesaufnahme: Die naturräumlichen Einheiten auf Blatt 151 Darmstadt. Bundesanstalt für Landeskunde, Bad Godesberg 1967. → Online-Karte (PDF; 4,3 MB)
2. ↑  Josef Schmithüsen: Geographische Landesaufnahme: Die naturräumlichen Einheiten auf Blatt 161 Karlsruhe. Bundesanstalt für Landeskunde, Bad Godesberg 1952. → Online-Karte (PDF; 5,1 MB)
3. ↑  Höhe nach schwarzer Beschriftung auf dem Layer WMS LGL-BW Topographische Freizeitkarte 1:25.000 auf: Geoportal Baden-Württemberg (Hinweise)
4. ↑  Geologie nach den Layern zu Geologische Karte 1:50.000 auf: Mapserver des Landesamtes für Geologie, Rohstoffe und Bergbau (LGRB) (Hinweise)
5. ↑  Wander- und Radweg nach dem Layer WMS LGL-BW Topographische Freizeitkarte 1:25.000 auf: Geoportal Baden-Württemberg (Hinweise)